# Sopa caramela
Sopa caramela é uma receita de sopa tradicional da Estremadura, mais concretamente do concelho Palmela em particular da freguesia do Pinhal Novo, embora também marque presença noutras freguesias do concelho, remontando a meados do século XIX e encontrando-se intimamente relacionada com os movimentos migratórios sazonais, das zonas das Beiras para a Estremadura, Ribatejo e vale do Sado.

## Descrição
A sopa caramela pauta-se por ser uma sopa camponesa, à base de batata, feijão carolino ou encarnado, couve, cenoura e nabo, entre outras hortícolas possíveis, guarnecida por carnes de porco, como pá de porco, morcela, toucinho, chouriço, entre outras carnes da matança, temperada com louro, alho e azeite.
As versões modernas desta receitam também costumam levar massa.

## História
As origens da sopa caramela remontam entre finais do século XVIII e meados do século XIX, tendo sido trazida para a Estremadura pelos trabalhadores rurais assalariados, provenientes das áreas da Beira Litoral e do Baixo Mondego, que se deslocavam sazonalmente, para as propriedades agrícolas da região. A estes trabalhadores rurais que trabalhavam à jorna, chamava-se, pejorativamente, «caramelos», designação esta que depois veio posteriormente a alcunhar a sopa em apreço.
A partir da segunda metade do século XIX, por necessidades de mão-de-obra permanente, os jornaleiros "caramelos", em vez de serem só uma mão-de-obra sazonal e itenerante, fixaram-se nas regiões da Estremadura e do Vale do Sado, convertendo-se em mão-de-obra permanente. Subsequentemente, com o tempo, foram-se tornando rendeiros, com propriedades e residência fixa na região, onde introduziram novos hábitos alimentares trazidos dos seus locais de origem. Mercê das dificuldades económicas a que tinham de fazer frente, a alimentação destas populações, embora consistente, baseava-se, sobretudo, em sopa feita com os produtos hortícolas que tivessem mais à mão, guarnecidos, com enchidos e carne da matança. É neste contexto que surge a sopa caramela.
Inicialmente, esta sopa de feijão e couve, afeiçoava-se aos caldos de unto ou água de unto (historicamente tradicionais do Norte de Portugal), mas, com o tempo e com um maior desafogo económico, foi sendo enriquecida com mais ingredientes.